# 月と太陽のめぐり
「月と太陽のめぐり」（つきとたいようのめぐり）は、久川綾の楽曲で、5枚目シングル（品番:VPDG-20671）。1996年7月1日にバップより発売され、2007年11月21日にマキシシングルに形態を変えて再発売された。

## 解説
タイトル曲「月と太陽のめぐり」はテレビアニメ『ルパン三世 トワイライト☆ジェミニの秘密』のエンディングテーマであり、カップリング曲「遥かな風」は同作の挿入歌。
『ルパン三世』のテレビスペシャルの主題歌では唯一、大野雄二が楽曲制作に関与していない作品である。

## 収録曲
1. 月と太陽のめぐり [4:19]
  - 作詞：長谷川純、作曲・編曲：内田光一
  - 日本テレビ系アニメ『ルパン三世 トワイライト☆ジェミニの秘密』エンディングテーマ
2. 遥かな風 [4:52]
  - 作詞・作曲：田中みほ、編曲：かわさきみれい
  - 日本テレビ系アニメ『ルパン三世 トワイライト☆ジェミニの秘密』挿入歌
3. 月と太陽のめぐり（off vocal version）
4. 遥かな風（off vocal version）